# Cristina Lizardo
Cristina Altagracia Lizardo Mézquita (20 de janeiro de 1959) é uma política e acadêmica da República Dominicana. Ela é senadora pela província de Santo Domingo. Lizardo é a primeira mulher que preside o Senado e o Congresso da República Dominicana. Ela é formada em educação pela Universidade Autônoma de Santo Domingo.
Em sua declaração de bens juramentada de 2010, ela indicou que seu patrimônio líquido era de RD$ 11,8 milhões.)
Em 2007, ela foi diagnosticada com câncer de mama. Ela fez uma mastectomia bem-sucedida e sobreviveu à doença.